# Katō Sadakichi
El barón Katō Sadakichi, también conocido como Katō Teikichi,  (19 de diciembre de 1861 - 5 de septiembre de 1927) fue uno de los grandes almirantes en la Armada Imperial Japonesa durante la Primera Guerra Mundial (28 de julio de 1914 y finalizó el 11 de noviembre de 1918). Su hermano, Katō Yasuhisa, fue un general en el Ejército Imperial Japonés, y su hijo adoptivo era el hijo biológico del almirante Dewa Shigetō.

## Inicios
Katō nació en Edo (ciudad actualmente llamada Tokio) el 28 de julio de 1861. Es el tercer hijo de Katō Yasukichi, un hatamoto ( un samurái al servicio del shogunato Tokugawa.)
Cursó sus estudios en la Academia Militar de Numazu , y en octubre de 1883, se graduó de la 10ª promoción de la Academia Imperial Naval de Japón. Allí compartió estudios con alguno de los ilustres almirantes de la Marina Imperial Japonesa, como Yamashita Gentarō . Desempeñó el papel de oficial en las misiones con los cruceros protegidos Jingei , Takachiho y Hiei. Una vez se produce la inauguración del distrito naval de Sasebo , es nombrado secretario del Almirante Akamatsu Noriyoshi (1840-1820).

## Vida militar
Cabe destacar su desempeñó como jefe de armas en el crucero protegido de Takao, desde julio de 1891 hasta marzo de 1893. Posteriormente, fue enviado a Alemania como parte del séquito del príncipe Fushimi Hiroyasu. Permaneció con el príncipe en Alemania durante la primera guerra sino-japonesa. Una vez regresó a su país natal, cumplió la función militar de oficial de armas en el crucero Itsukushima y en el personal de la Flota de Preparación.
En agosto de 1897, Katō fue asignado como secretario del ministro de la Marina, Saigō Tsugumichi, cuyo ascenso a almirante de la flota, permitió a Kato; ser ascendido a comandante.
Katō regresó al servicio marítimo desde diciembre de 1898 hasta abril de 1901, cumpliendo como oficial ejecutivo en los cruceros Akitsushima y Kasagi. Más tarde,  regresó a Alemania para supervisar la terminación del crucero Yakumo y fue su oficial ejecutivo durante su viaje a Japón.
Desde abril de 1901, permaneció en el Estado Mayor General de la Armada Imperial Japonesa, lugar en el que disfrutó de la confianza del poderoso almirante Itō Sukeyuki. Durante esa época, Katō se mantuvo reuniones formales con líderes empresariales y políticos, revisó los diseños de los nuevos buques de guerra y fue consejero en temas sobre los desarrollos políticos y la estrategia naval. En octubre de 1902, fue ascendido a capitán y regresó al ámbito marítimo, para que en abril de 1903, ejerciera como capitán de Akitsushima. Al comienzo de la guerra ruso-japonesa, Katō era el capitán del crucero Hashidate, un barco obsoleto que no se consideraba habilitado para entrar de manera efectiva en combate, y menos en primera línea. Sin embargo, en enero de 1905 su papel cambió con el objetivo de mantenerlo activo en el ámbito bélico y pasó a comandar el crucero Kasuga y, por lo tanto, pudo participar en la crucial batalla de Tsushima (1905).
Tras el final de la guerra, Katō sirvió durante diez meses en el Departamento de Personal Naval antes de regresar al mar para comandar el crucero Izumo Maru, seguido de los acorazados Kashima e Iwami. En mayo de 1908, se convirtió en jefe de personal del distrito naval de Maizuru. Tras ello, fue ascendido a contralmirante y pasó lostres años siguientes, como comandante del Arsenal Naval de Maizuru. En mayo de 1911, Katō se convirtió en comandante de la Flota de Entrenamiento y en abril de 1912 se convirtió en comandante del Arsenal Naval de Sasebo, seguido en diciembre de 1912 por la promoción al vicealmirante y en el puesto de comandante del Arsenal Naval de Yokosuka.

### Primera Guerra Mundial
En diciembre de 1913, Katō regresó al mar como comandante en jefe de la Segunda Flota. Con el inicio de la Primera Guerra Mundial, la segunda flota de IJN se desplegó en el sitio de Tsingtao. En Tsingtao, Katō comandó una flota de cuatro acorazados, dos cruceros, 15 destructores junto con submarinos, torpedos y otros buques auxiliares.
En julio de 1916, Katō fue elevado a la categoría kazoku con el título de barón (danshaku). También fue galardonado con la Orden de la cometa de oro, 2.ª clase y la Orden del sol Naciente. Ese diciembre, fue nombrado comandante del Distrito Naval de Kure y en julio de 1918 fue ascendido a almirante total. En diciembre de 1919, fue nombrado consejero naval y entró en las reservas a partir de enero de 1923.

### Posguerra
Como consejero naval, Katō habló con frecuencia en la política, y fue un firme defensor de la camarilla de "grandes armas y grandes acorazados" dentro de la Marina. A pesar de sus experiencias en Tsingtao, se mofó del desarrollo de la aviación naval de poca importancia. Katō fue especialmente vehemente en su oposición al Tratado Naval de Washington y, por lo tanto, fue un miembro prominente de la Facción de la Flota dentro de la Armada Imperial Japonesa.

## Muerte
En septiembre de 1927, Katō se derrumbó en plena reunión con el Príncipe Fushimi, y falleció poco después del derrumbamiento.